# The Boston Tea Party
The Boston Tea Party er en amerikansk stumfilm fra 1908.